# Ryan Newman (igralka)
Ryan Whitney Newman, ameriška filmska in televizijska igralka, *24. lahko 1998, Manhattan Beach, Kalifornija, Združene države Amerike.

## Zgodnje in zasebno življenje
Ryan Whitney Newman se je rodila 24. maja 1998 v Manhattan Beachu, Kalifornija, Združene države Amerike. Trenutno prebiva v Kaliforniji s sestro Jessico in starši. Njeni hobiji so gimnastika, ples, hip hop in petje. Je prijateljica igralkaigralke Taylor Dooley.

## Kariera
S svojo igralsko kariero je Ryan Newman začela pri komaj treh letih, torej leta 2001, ko je začela z avdicijami za razne reklame. Že v zelo zgodnjih letih je igrala v reklami za podjetje Kraft Foods, ki je bila predvajana več kot dve leti.
Njena najbolj znana vloga je prišla, ko je bila stara osem let, leta 2006 in je v filmu Zoom, kjer je igrala ob Courtney Cox, Timu Allenu in Chevyju Chasu. Igrala je Cindy Collins, deklico z nadnaravnimi močmi, ki skuša rešiti svet. Leta 2007 je za to vlogo prejela nominacijo za nagrado Young Artist Award.
Istega leta je igrala v animiranemu filmu Roberta Zemeckisa in Stevena Spielberga, filmu Hiša pošast. Film govori o treh otrocih, ki skušajo ugotoviti, kaj se skriva za zidovi srhljive in pošastne hiše. Poleg nje so v filmu igrali tudi Steve Buscemi, Nick Cannon, Maggie Gyllenhaal, Kevin James, Jason Lee in Catherine O'Hara.
V letu 2007 smo Ryan Newman lahko opazili v vlogi mlajše Miley Stewart v televizijski seriji Hannah Montana in sicer v epizodah »I Am Hannah, Hear Me Croak« in »Smells Like Teen Sellout«. Delala je tako z Billyjem Rayjem Cyrusom, kot z Brooke Shields. V letu 2008 je igrala tudi ob Jasonu Biggsu in sicer v komediji Lower learning. Zgodaj v letu 2009 je dobila manjšo vlogo Ginger Tachter v Disney XD televizijski seriji Zeke & Luther, ki je v Kanadi izšla 20. septembra 2009, snema pa jo do danes.

## Filmografija
| Leto       | Naslov         | Vloga                     | Opombe                             |
| ---------- | -------------- | ------------------------- | ---------------------------------- |
| 2006       | Zoom           | Cindy Collins (princesa)  | Revolution Studios (Sony Pictures) |
| 2006       | Hiša pošast    | Eliza (dekle na triciklu) | Columbia Pictures                  |
| 2007       | Hannah Montana | Mlada Miley Stewart       | »I Am Hannah, Hear Me Croak«       |
| 2007       | Hannah Montana | Mlada Miley Stewart       | »Smells Like Teen Sellout«         |
| 2008       | Lower Learning | Carlotta                  |                                    |
| 2009–danes | Zeke & Luther  | Ginger Thatcher           | Izid: 20. september 2009 (Kanada)  |

## Nagrade
| Leto | Rezultat   | Nagrada            | Kategorija                                                            | Delo                  |
| ---- | ---------- | ------------------ | --------------------------------------------------------------------- | --------------------- |
| 2007 | Nominirana | Young Artist Award | Best Performance in a Feature Film - Young Actress Age Ten or Younger | Zoom (2006)           |
| 2008 | Nominirana | Young Artist Award | Best Performance in a TV Series - Recurring Young Actress             | Hannah Montana (2007) |